# Ardisia chiriquiensis
Ardisia chiriquiensis är en viveväxtart som beskrevs av C.L. Lundell. Ardisia chiriquiensis ingår i släktet Ardisia och familjen viveväxter. Inga underarter finns listade i Catalogue of Life.